# Mortier de terre

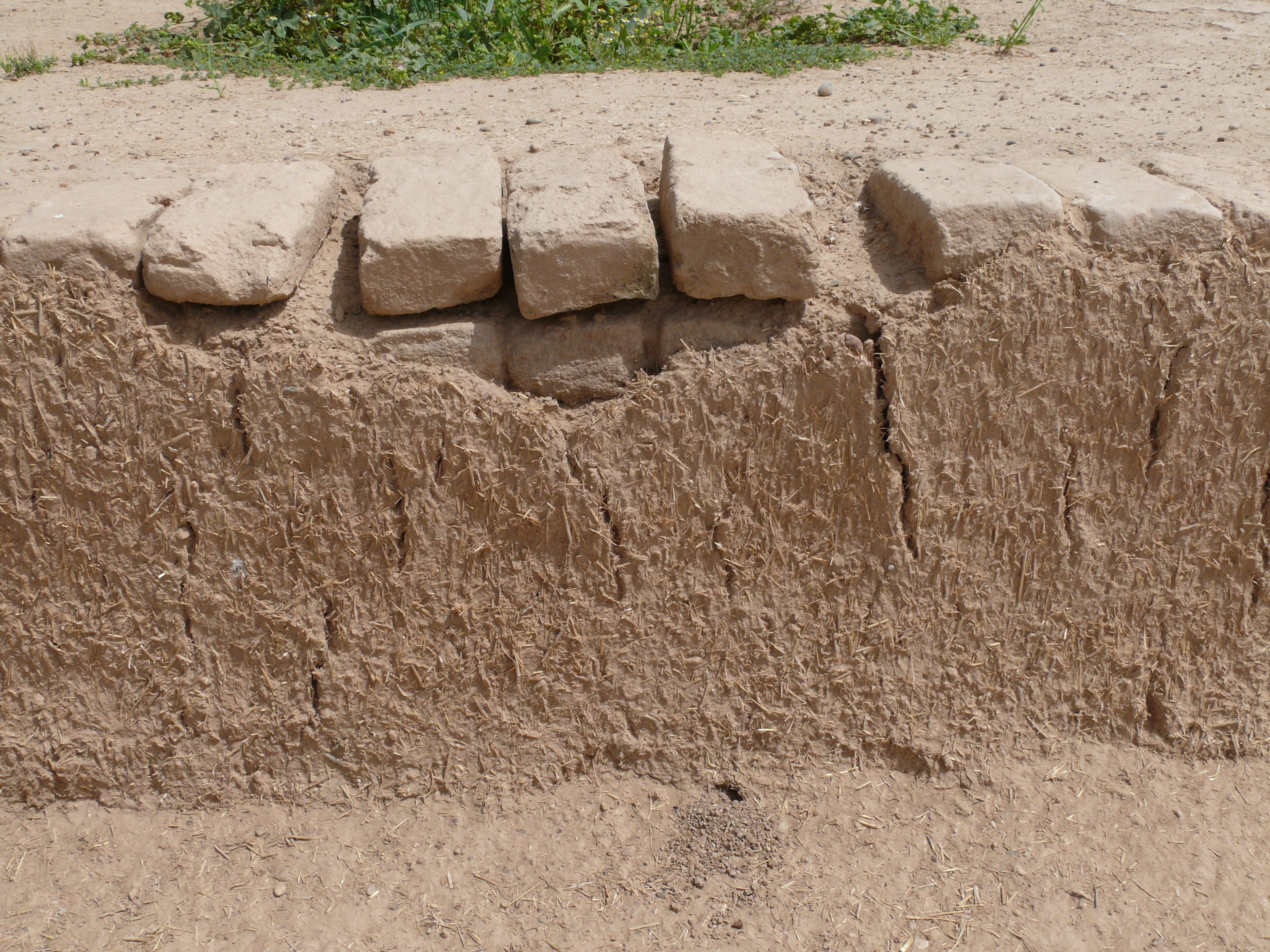
Reconstitution archéologique d'un mur. Briques de terre crue et mortier de terre fibré. Apadana de Suse. Iran.

Le mortier de terre est un mortier fait avec de l'argile ou de la terre crue.
De par la disponibilité de la matière première, ce type de mortier est ou a été probablement employé partout dans le monde depuis des temps immémoriaux éventuellement en remplacement de la chaux. Les Incas par exemple ne connaissaient pas d'autre mortier.
En Europe, les constructeurs préhistoriques se servaient également d'argile crue, dont ils enduisaient les sols et les parois de leurs maisons faites de clayonnages. Les murets découverts lors de fouilles sont toujours faits de pierres sèches et les pavages datant de l'époque de la Tène (environ 450 av. J.-C.) sont uniquement recouverts de terre battue.

## Mortier de terre en France
En France, le mortier de terre a été appelé quelquefois mortier ordinaire ou bauge.
Dans le toulousain, en Camargue, dans la Crau, on l'appelait mortier d'agasse, en référence à la pie bavarde, et en Périgord, mortier d'hirondelle, pour l'usage particulier de la terre qu'ont ces oiseaux dans la construction de leur nid.
Dans les pays industrialisés, il a été remplacé par le mortier de ciment à partir du XIXe siècle.

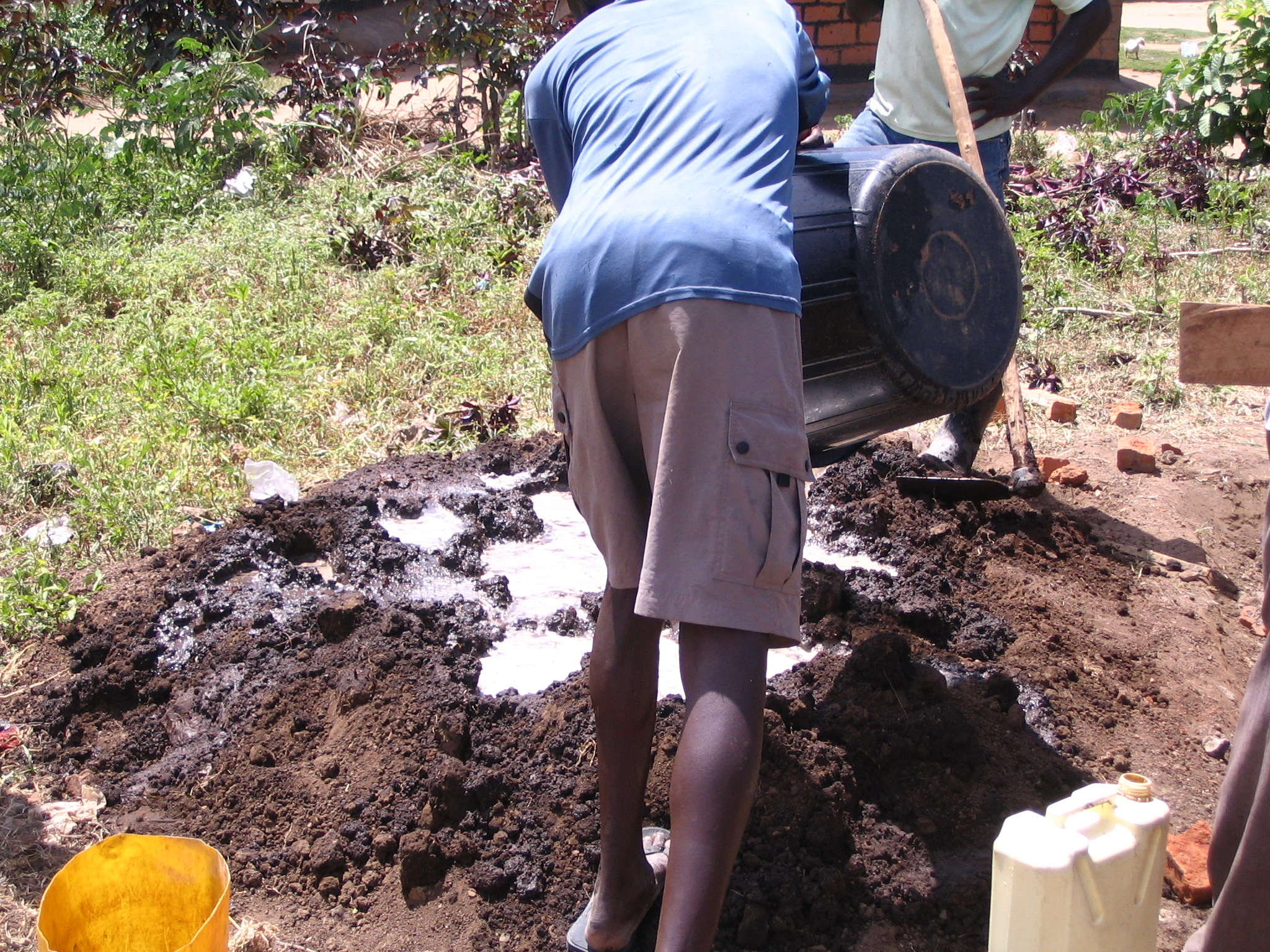
Mortier de terre. Ouganda.

En France, dans les campagnes où les fours à chaux étaient éloignés et la chaux rare et chère,  on se contentait souvent de faire du mortier de terre crue mais franche et un peu grasse en la délayant avec de l'eau. Certaines terres avaient beaucoup de ténacité. Quelquefois on y mélangeait de la paille ou du foin haché, du regain et même de la chaux, si on en avait, pour donner plus de consistance au mélange, ou le rendre plus maniable. On s'en servait alors particulièrement pour la bauge et les torchis. La terre était exploitée à proximité des travaux que l'on exécutait. On en « hourdait » les maçonneries ordinaires en moellons ou en briques.
La terre argileuse s'extrait facilement à l'aide de la pioche. Pour en fabriquer le mortier, on en étalait une certaine quantité sur une aire convenablement préparée ; dessus on jetait de l'eau pour la détremper et on la réduisait en une pâte plus ou moins ferme en la manipulant avec la pelle et la pioche ou mieux avec le rabot en fer, sorte de houe à la lame très inclinée permettant d'écraser les mottes. Ce rabot en fer était quelquefois remplacé par un simple morceau de bois de 20 cm de longueur sur 10 cm de largeur, arrondi et aminci, percé au milieu d'un trou pour y fixer le manche. Le rabot en bois avait l'inconvénient de pénétrer difficilement dans la terre et pulvérisait mal les mottes ;  celui en fer était de beaucoup préférable.
Dans la campagne quand la terre s'extrayait tout près de la construction, il arrivait quelquefois qu'après en avoir pioché un peu, le garçon la transformait en mortier sur le tas même. Ayant porté ce mortier au maçon, il piochait une nouvelle quantité de terre qu'il transformait en mortier et il continuait ainsi de suite, quelquefois jusqu'à des profondeurs assez considérables.
Pour que le mortier de terre ne se ramollisse pas, on protégeait de la pluie et de l'humidité les maçonneries qui en étaient hourdées en les recouvrant, lorsque le mortier était sec et avait perdu son humidité, d'un enduit, soit en mortier de chaux, soit en plâtre, qui puisse résister aux intempéries de l'air. Une maçonnerie de ce genre était fréquemment employée pour la construction des maisons rurales et des murs de clôture dans les pays où l'on avait des matériaux bien gisants et offrant par eux-mêmes une certaine stabilité lorsqu'on les range les uns sur les autres.
On faisait aussi du mortier avec une terre franche composée d'argile et d'une forte proportion de sable ; on l'employait exclusivement à la construction des maçonneries de briques qui devaient être soumises à l'action du feu comme celles des fourneaux de machines à vapeur.
Dans le Limousin, la terre argileuse, dite « tuf gras », appelée aussi terre grasse, extraite de l'arène locale est employée jusqu'au milieu du XIXe siècle. Elle a servi pour les terres battues des sols, pour lier les maçonneries de pierres et pour remplir les vides des constructions en pans de bois. Même pour les grandes agglomérations, le mortier était souvent sans chaux, l'arène contenant elle-même son propre liant : l'argile des feldspaths dissous, la solidité des murs était d'abord assurée par l'agencement soigné des pierres.
Le mortier de terre est employé dans des techniques de torchis, de pisé ou de bauge qui peuvent être assimilés à des bétons de terre.
On construisait aussi avec des briques desséchées au soleil et posées avec un mortier d'argile, à la manière adoptée en Lorraine : l'exécution étant facile et peu coûteuse. On labourait en plusieurs sens une portion de terre dont la surface est calculée en raison de la dimension du bâtiment à construire ; on battait avec une masse cette portion de terre et la forme en surface unie ; puis, avec des règles et un tranchant, on coupait cette terre battue en lignes droites, espacées de 8 à 9 pouces, et par d'autres transversales de quatre à cinq pouces de distance. Tous ces carreaux ainsi tracés présentaient un champ couvert de briques. On laissait cette terre bien sécher et prendre le plus de consistance possible, et, après un temps convenable, on enlevait chaque carreau qui présentait alors la forme d'une brique de deux pouces environ d'épaisseur. C'est avec de pareilles briques qu'on élevait un bâtiment, en posant chaque assise, à la manière ordinaire, sur un lit de la même terre délayée en consistance de mortier.
Les moyens accordés par la révolution industrielle à la production massive de chaux et de ciments ont eu raison des mortiers de terre en Europe. Se pose aujourd'hui la préservation et la valorisation du patrimoine bâti faisant usage des mortiers de terre.
D'autre-part on constate un regain d'intérêt pour les techniques de bauge, de pisé et de béton de terre.

## Terminologie à travers le monde

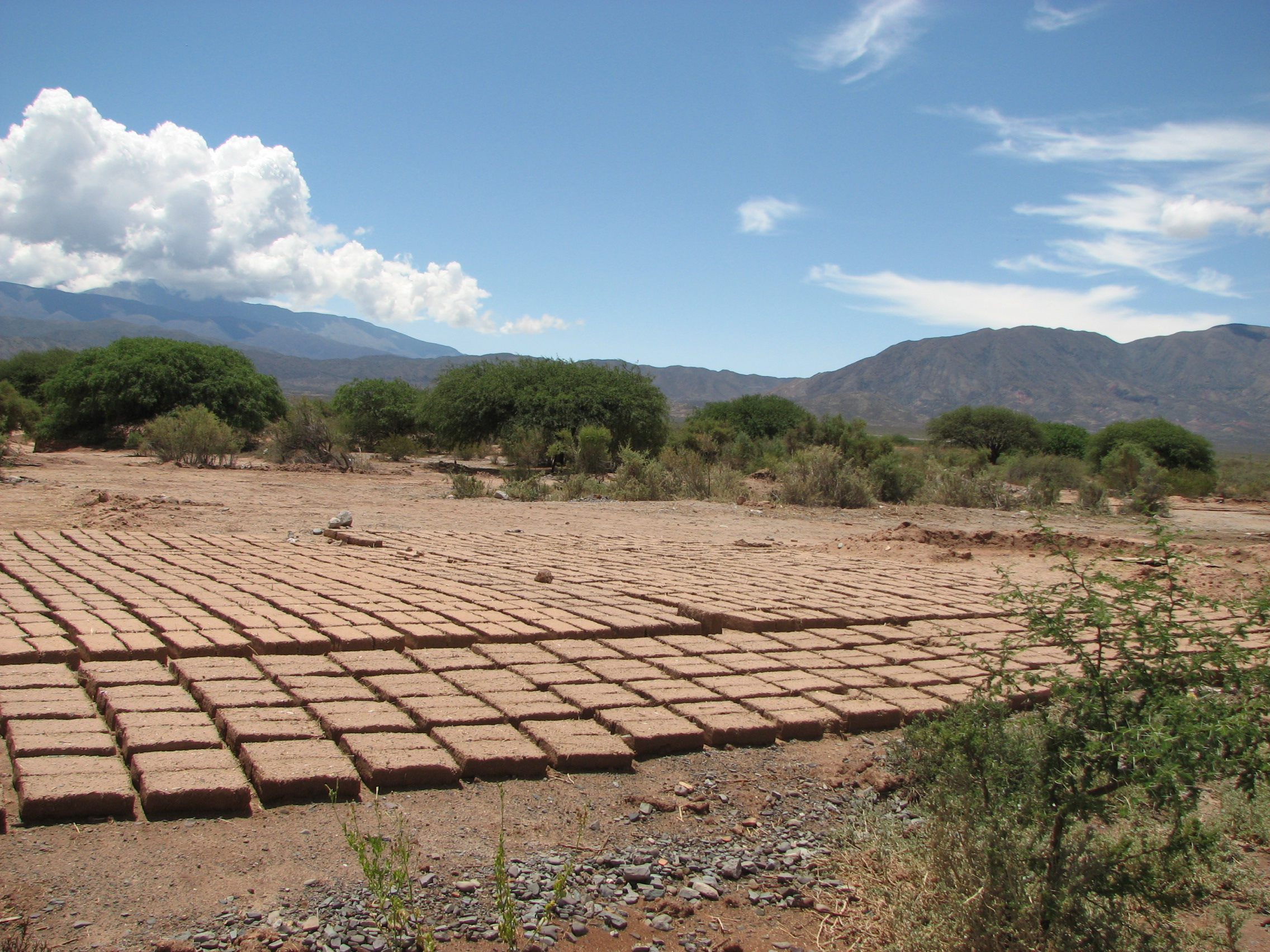
Briques séchant au soleil, dans la région de Cachi, en Argentine.

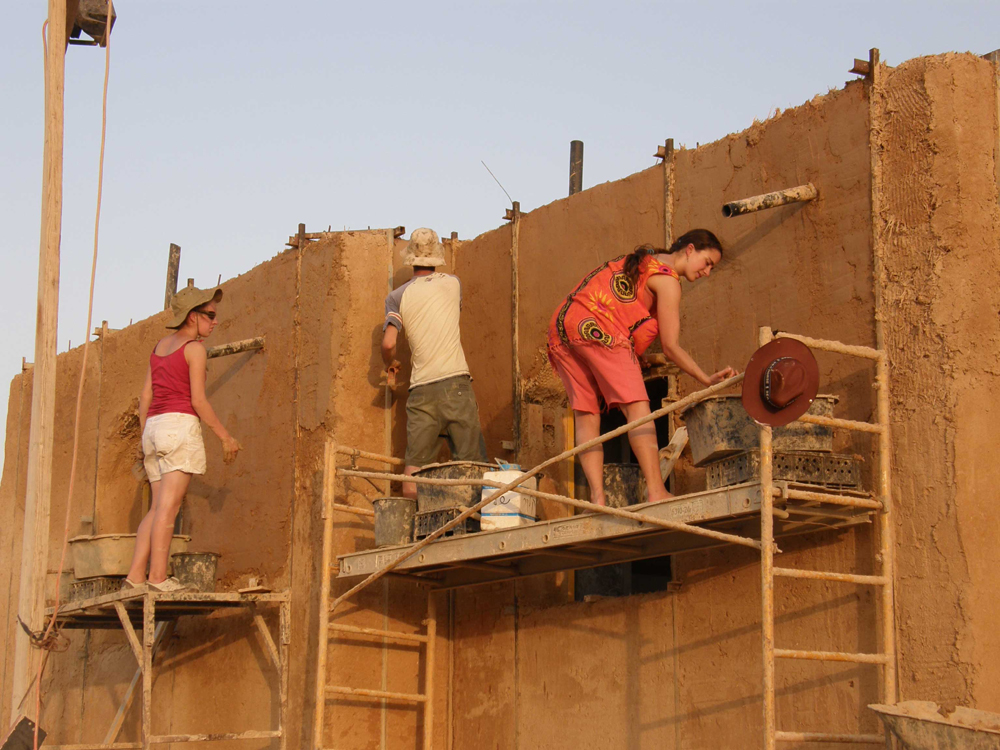
Enduit de terre sur ballot de paille.

Beaucoup de termes se retrouvent associés au travail des mortiers de terre. Tous parlent finalement du même matériau constitué par une pâte ou une boue réalisée avec de la terre crue, éventuellement dégraissée au sable, éventuellement fibrée de foin ou de paille, utilisée comme mortier, appliqué comme enduit, en remplissage d'une ossature ou modelée sous forme de briques crues. Le monde antique sur le pourtour de la Méditerranée connaissait l'emploi de l'argile sous toutes ses formes. La Grèce connaissait un appareillage de maçonnerie réalisé à l'argile, similaire à l'Opus caementicium romain, appelé emplekton. Vitruve recommande l'usage de paille comme dégraissant à l'argile laquelle était tordue (du latin torquere) pour être brisée, fragmentée d'où est issu le nom de « torchis ». Les Romains connaissaient les techniques de torchis (au sens récent du terme, cette fois), de pisé (présent partout dans les pays bordant la Méditerranée) et les briques de terre crue. En Mésopotamie les briques de terre crue seront employées dans la construction des ziggurat, pour la Grèce antique, les murs de fortification de la ville sicilienne de Gela sont une référence. Lorsque les murs sont exposés à l'humidité, on préféra bien entendu les briques de terre cuite, déjà connues des Mésopotamiens.
- L'adobe, terme qui a fait son chemin en français de manière relativement récente comprend, des murs maçonnés en terre ou constitués de briques de terre crue. Le terme descendrait du Moyen égyptien et signifierait brique de terre. La tradition se trouve en Orient (Arg-é Bam en Iran par exemple), dans le Nord de l'Afrique, en Espagne et par voie de colonisation aussi en Amérique latine où elle était connue depuis bien avant la colonisation[réf. nécessaire]. Au Pérou, quelques exemples remarquables de l'usage de l'adobe sont à trouver à Huaca del Sol, Chan Chan, Tambo Colorado. Au Mexique, en Colombie, Équateur, Pérou, Bolivie, et Argentine et dans le Sud et le Nord du Chili, les maisons en adobe sont encore le patrimoine de beaucoup de familles pauvres, qui conservent cette tradition depuis des temps immémoriaux. Actuellement diverses universités du Chili, organismes d'État, et bureaux privés étudient une façon de rénover l'adobe et lui donner aussi des propriétés sismo-résistantes afin de maintenir l'identité culturelle du pays[réf. nécessaire].
- Le banco est le matériau de prédilection de l'Afrique de l'Ouest. La Grande mosquée de Djenné est le plus grand ouvrage réalisé en  banco.
- Le batifodage consistait en des plafonds que l'on faisait avec la terre grasse et la bourre bien mêlées[15], mélange que l'on appelait aussi mortier de bourre[16].
- La bauge est un mortier composé de terre franche ou d'argile, de paille hachée ou de foin, ou même de l'un et de l'autre, servant à faire l'aire sur les planchers, ou le hourdage (remplissage) entre les poteaux des cloisons[15].
- Le béton de terre est le terme moderne qui raccroche tous ces matériaux à la famille de bétons.
- Le bousillage était une espèce de mortier fait de terre détrempée, et corroyée avec de l'eau. Le meilleur se faisait de paille hachée et corroyée avec la terre. Ce mortier se nommait le plus souvent bauge[17]. Le terme s'est transmis à l'époque de la Nouvelle-France, au Canada, en Acadie) et en Louisiane française, où il fait désormais partie du patrimoine culturel de l'Amérique du Nord[18].
- On appelle glaise, une terre grasse qui, étant pétrie, servait à retenir l'eau dans les bassins, réservoirs et fosses d'aisances[19].
- On appelle pisé, une technique de maçonnerie dans laquelle un mortier de terre est battu au pisoir, entre deux banches.
- On appelle torchis une terre grasse ou franche, détrempée avec de l'eau et mêlée de foin ou de paille coupée, dont on se servait pour faire des murs de clôture ou pour hourder des pans de bois, des cloisons, et faire les planchers : on le nomme aussi bauge[20].

## Pertinence du mortier de terre
À l'instar de ce qui prévalait dans les pays occidentaux avant la révolution industrielle, le matériau terre crue demeure pertinent en terme économique, écologique et politique. C'est une option notamment pour les pays du Tiers-monde, soucieux d'indépendance, d'autonomie et d'auto-suffisance. Comme le matériau et les compétences pour le mortier de terre sont souvent disponibles localement, perpétuer son usage en maçonnerie contribue à épargner l'usage d'une matière rare comme le ciment, dont la production est consommatrice en énergie et productrice de gaz à effet de serre. Il permet d'autre-part de maintenir des coûts de construction bas. Le mortier de terre offre d'autre part de bonnes propriétés thermiques et est régulateur de l'humidité ambiante des bâtiments.